# Zanclostomus javanicus
El malcoha piquirrojo, malcoha pico rojo o malcoha de pico corto (Zanclostomus javanicus) es una especie de ave de la familia Cuculidae.

## Hábitat y distribución
Su hábitat natural son los bosques secos tropicales y subtropicales. Puede encontrarse en Brunéi, Indonesia, Malasia, Birmania, Singapur y Tailandia. Aunque su población no ha sido aún cuantificada, se considera que es poco común o rara aunque se cree que su número permanece estable.

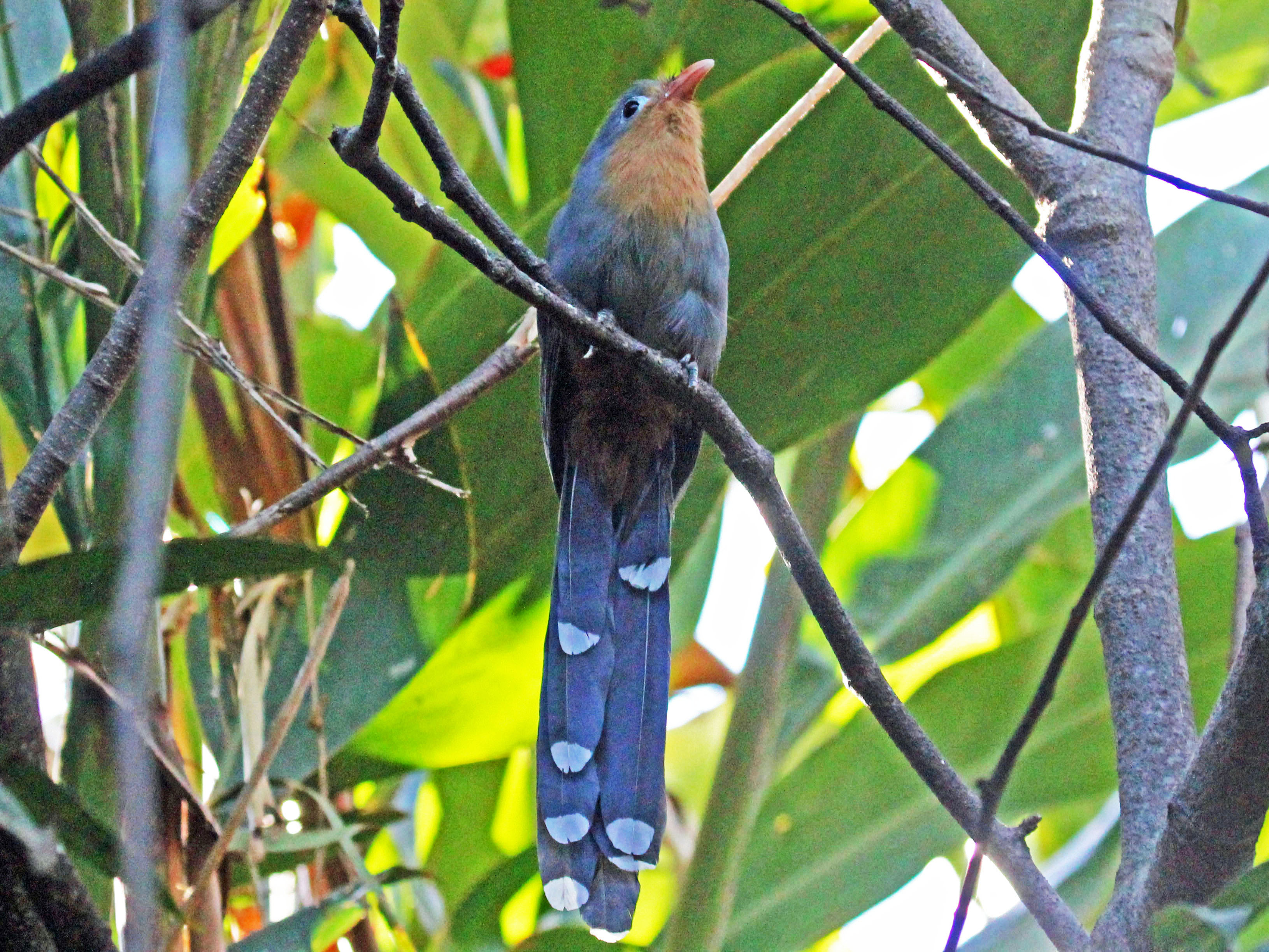
Ejemplar en el Zoo de San Diego